# Coupe Charles Drago 1953
Navigation
Édition suivante
La première édition de la Coupe Charles Drago est organisée durant la deuxième partie de la saison 1952-1953 par la Ligue nationale de football pour les clubs professionnels français, et se déroule sur une période de février à juin. La compétition oppose les clubs éliminés de la Coupe de France de football avant les quarts de finale.

## Clubs participants
| Division 1 - FC Girondins de Bordeaux - Le Havre AC - RC Lens - Olympique de Marseille - FC Metz - SO Montpellier - Nîmes Olympique - RC Paris - Stade de Reims - Stade rennais UC - CO Roubaix-Tourcoing - FC Sochaux-Montbéliard | Division 2 - Olympique d'Alès - SCO Angers - RCFC Besançon - AS Béziers - AS Cannes - Olympique lyonnais - AS Monaco - FC Nantes - CA Paris - FC Perpignan - Red Star Olympique - FC Rouen - RC Strasbourg - SC Toulon - Toulouse FC - US Valenciennes-Anzin |

## Premier tour
Les matchs se déroulent sur le terrain du premier club cité, sauf note contraire. En cas de match nul, l'équipe visiteur est qualifiée pour le tour suivant.
L'ensemble des clubs participants ont été éliminés en trente-deuxièmes de finale de la Coupe de France, à l'exception du CA Paris, éliminé au tour précédent. Les Girondins de Bordeaux sont exempts et directement qualifiés pour le deuxième tour.
Matchs disputés le 8 février 1953.
| Equipe 1                    | Score      | Equipe 2                   | Notes          |
| Stade rennais UC (D1)       | 3 - 3 a.p. | Nîmes Olympique (D1)       |                |
| Olympique de Marseille (D1) | 1 - 2      | US Valenciennes-Anzin (D2) |                |
| Stade de Reims (D1)         | 4 - 1      | AS Béziers (D2)            | Disputé à Sète |
| FC Perpignan (D2)           | 2 - 0      | CO Roubaix-Tourcoing (D1)  |                |
| FC Nantes (D2)              | 2 - 1      | SC Toulon (D2)             |                |
| FC Rouen (D2)               | 1 - 2      | AS Cannes (D2)             |                |
| RC Strasbourg (D1)          | 2 - 0      | CA Paris (D2)              | Disputé à Metz |

## Deuxième tour
Les matchs se déroulent sur le terrain du premier club cité, sauf note contraire. En cas de match nul, l'équipe visiteur est qualifiée pour le tour suivant.
Aux huit clubs qualifiés à la suite du premier tour se joignent les clubs professionnels éliminés en seizièmes de finale de la Coupe de France : Angers, Besançon, Lens, Montpellier, le RC Paris et Sochaux.
Matchs disputés le 1er mars 1953.
| Equipe 1                    | Score | Equipe 2                      | Notes            |
| RC Lens (D1)                | 0 - 2 | RC Paris (D1)                 | Disputé au Havre |
| FC Sochaux-Montbéliard (D1) | 3 - 0 | FC Girondins de Bordeaux (D1) |                  |
| Stade de Reims (D1)         | 1 - 5 | Nîmes Olympique (D1)          |                  |
| FC Perpignan (D2)           | 2 - 0 | SO Montpellier (D1)           |                  |
| US Valenciennes-Anzin (D2)  | 3 - 0 | AS Cannes (D2)                |                  |
| FC Nantes (D2)              | 3 - 0 | RCFC Besançon (D2)            |                  |
| SCO Angers (D2)             | 2 - 0 | RC Strasbourg (D2)            |                  |

## Troisième tour
Les matchs se déroulent sur le terrain du premier club cité. En cas de match nul, l'équipe visiteur est qualifiée pour le tour suivant.
Aux sept clubs qualifiés à la suite du deuxième tour se joignent les clubs professionnels éliminés en huitièmes de finale de la Coupe de France : Alès, Le Havre, Lyon, Metz, Monaco, le Red Star et Toulouse.
Matchs disputés le 29 mars 1953 sauf note contraire.
| Equipe 1                    | Score | Equipe 2                | Notes              |
| Red Star Olympique (D2)     | 1 - 0 | FC Perpignan (D2)       | Disputé le 28 mars |
| FC Nantes (D2)              | 4 - 0 | RC Paris (D1)           |                    |
| US Valenciennes-Anzin (D2)  | 9 - 1 | AS Monaco (D2)          |                    |
| FC Metz (D1)                | 1 - 1 | Olympique lyonnais (D2) |                    |
| FC Sochaux-Montbéliard (D1) | 7 - 2 | Le Havre AC (D1)        |                    |
| Toulouse FC (D2)            | 4 - 3 | Nîmes Olympique (D1)    |                    |
| Olympique d'Alès (D2)       | 2 - 0 | SCO Angers (D2)         |                    |

À l'issue du troisième tour, sept clubs sont qualifiés pour les quarts de finale. Un tirage au sort est réalisé pour déterminer, parmi les clubs éliminés lors de ce troisième tour, un huitième club repêché. Il s'agira du RC Paris.

## Quarts de finale
Les matchs se déroulent sur le terrain du premier club cité. En cas de match nul, l'équipe visiteur est qualifiée pour le tour suivant.
Matchs disputés le 26 avril 1953 sauf note contraire.
| Equipe 1                   | Score      | Equipe 2                    | Notes               |
| US Valenciennes-Anzin (D2) | 2 - 0 a.p. | Olympique d'Alès (D2)       |                     |
| Toulouse FC (D2)           | 1 - 0      | Olympique lyonnais (D2)     |                     |
| FC Nantes (D2)             | 3 - 4      | FC Sochaux-Montbéliard (D1) |                     |
| Red Star Olympique (D2)    | 1 - 2 a.p. | RC Paris (D1)               | Disputé le 29 avril |

## Demi-finales
Les matchs se déroulent sur le terrain du premier club cité. En cas de match nul, l'équipe visiteur est qualifiée pour la finale.
Matchs disputés le 31 mai 1953.
| Equipe 1                    | Score | Equipe 2         |
| FC Sochaux-Montbéliard (D1) | 4 - 2 | RC Paris (D1)    |
| US Valenciennes-Anzin (D2)  | 1 - 2 | Toulouse FC (D2) |

## Finale
Le FC Sochaux-Montbéliard et le Toulouse FC font match nul par trois buts partout en finale. Sochaux menait pourtant par trois buts à zéro à la mi-temps avant de se faire rejoindre durant les vingt dernières minutes du temps réglementaire. L'épreuve des tirs au but n'existant pas encore, le vainqueur de la compétition est désigné par tirage au sort, à la pièce jetée. Il s'agira du FC Sochaux-Montbéliard.
| 7 juin 1953 | FC Sochaux-Montbéliard                      | 3-3 ap | Toulouse FC                      | Stade des Bruyères, Rouen                       |                                                 |
| | Salzborn 9e · Marcel 31e (pen.) · Bruat 35e | (3-0) | 72e Dereuddre · 80e 89e Mellberg | Spectateurs : 13 163 Arbitrage : Maurice Bondon | Spectateurs : 13 163 Arbitrage : Maurice Bondon |
| Eugène Fragassi, Simon Janczewski, Joseph Tellechéa, Paul Barret, Raphaël Tellechéa, Jean-Jacques Marcel, Marius Bruat, René Gardien, Santiago Bravo, Édouard Salzborn, Jean-Louis Reignier Entraîneur : Gabriel Dormois | Équipes                                     | Guy Rouxel, René Pleimelding, Saïd Haddad, Boumedienne Abderhamane, Léon Rossi, Pierre Cahuzac, René Dereuddre, Yngve Brodd, Roger Meerseman, Bror Mellberg, Abdelhamid Bouchouk Entraîneur : Charles Nicolas |                                  | Spectateurs : 13 163 Arbitrage : Maurice Bondon | Spectateurs : 13 163 Arbitrage : Maurice Bondon |